# Josef Kleindienst (Schriftsteller)
Josef Kleindienst (* 4. Februar 1972 in Spittal an der Drau) ist ein österreichischer Schriftsteller und Schauspieler.

## Leben
Kleindienst studierte Philosophie und Theaterwissenschaften in Wien und Amsterdam. Er arbeitete unter anderem als Journalist und als Deutschlektor im Jemen.
2008 wurde er mit Werden Sie Mitglied zum Berliner Hörspielfestival eingeladen, 2010 zum Ingeborg-Bachmann-Preis. Ebenfalls 2010 erschien sein Romandebüt An dem Tag, als ich meine Friseuse küsste, sind viele Vögel gestorben. 2011 erhielt er das Wiener Dramatik Stipendium und 2012 den Förderungspreis des Landes Kärnten für Literatur. 2013 erschien seine Erzählung Freifahrt. Gelegentlich ist er auch als Schauspieler tätig, so in Daniel Hoesls Film Soldate Jeannette (2013).

## Werke
- An dem Tag, als ich meine Friseuse küsste, sind viele Vögel gestorben. Sonderzahl, Wien 2010.
- Freifahrt. Sonderzahl, Wien 2013.
- Mein Leben als Serienmörder. Sonderzahl, Wien 2022. ISBN 978-3-85449-586-4

## Auszeichnungen
- 2020: Carl-Mayer-Drehbuchpreis für Die Verkündung[1][2]
- 2022: Nominierung für den Leo-Perutz-Preis mit Mein Leben als Serienmörder[3]